# USS Chicago (CA-29)
USS Chicago (CA-29) — американский тяжёлый крейсер типа «Нортхэмптон», был спущен на воду 10 апреля 1930 года на военно-морской верфи Мар Айленд (Калифорния), окрещён мисс Е. Бриттен. Вступил в строй 9 марта 1931 года, командир — кэптен Саймонс (англ. M. H. Simons).

## Предвоенная служба
После тренировочного похода в Гонолулу, на Таити и Американское Самоа, «Чикаго» вышел из Мар Айленд 27 июля 1931 года, и совершил переход на восточное побережье, прибыв в бухту Форт Понд (штат Нью-Йорк) 16 августа. Там стал флагманским кораблем Командующего Разведывательного отряда крейсеров. Действовал в этом качестве до 1940 года.
В феврале 1932 года «Чикаго» с остальными кораблями отряда проводил учебные стрельбы для подготовки к ежегодному учению флота у берегов Калифорнии. После этого отряд базировался на западное побережье, и до 1934 года действовал в Тихом океане, от Аляски до Зоны Панамского канала и Гавайев. В 1934 году ежегодное учение проводилось в Карибском море, в мае за ним последовал президентский смотр в Нью-Йоркской гавани. Отряд действовал у восточного побережья и в Карибах до октября, затем вернулся в свою базу в Сан-Педро, Калифорния.
Переделки в довоенный период включали дополнительные 28-мм зенитные автоматы, установку радара CXAM и снятие всех торпедных аппаратов.
«Чикаго» базировался на Сан-Педро до 29 сентября 1940 года, после чего отбыл в Перл-Харбор.
В течение следующих 14 месяцев крейсер базировался на Перл-Харбор, упражняясь в разнородных и крейсерских соединениях, отрабатывая тактику и совместное плавание, и совершая походы в Австралию и к западному побережью.

## Вторая мировая война
В момент атаки японцев 7 декабря 1941 года «Чикаго» находился в море в составе 12-й тактической эскадры (TF 12). Эскадра немедленно начала 5-дневный поиск в треугольнике Оаху — Джонстон — Пальмира, пытаясь перехватить противника. Возвратилась в Перл-Харбор 12 декабря. С 14 по 27 декабря корабль действовал в составе 11-й эскадры (TF 11), выполняя поиск и патрулирование.
2 февраля 1942 года «Чикаго» вышел из Перл-Харбор назначением в бухту Сува, где формировалось новое соединение союзников. В течение марта и апреля крейсер действовал у архипелага Луизиады, прикрывая атаки на Лаэ и Саламауа, Новая Гвинея. Эта же позиция позволяла перехватывать попытки кораблей противника нападать на Порт-Морсби, так что одновременно крейсер осуществлял прикрытие американских войск, прибывающих на Новую Каледонию.
1 мая 1942 года «Чикаго» получил приказ выйти из Нумеа в распоряжение Командующего в Юго-западном Тихом океане, и 4 мая поддерживал удары авианосца «Йорктаун» (CV-5) по Тулаги, Соломоновы острова. 7 мая в составе группы поддержки он вышел на перехват японских сил, направлявшихся для захвата Порт-Морсби. На следующий день группа выдержала несколько воздушных атак, в ходе которых корабль понес потери в людях от обстрела, но продолжал движение, пока не стало ясно, что японцы повернули назад.
В июне-июле 1942 года корабль продолжал действовать в юго-западной части Тихого океана. С 7 по 9 августа он поддерживал первый бросок на Гуадалканал и другие острова архипелага. С них началось стратегическое контрнаступление американцев с конечной целью полного разгрома Японии. 9 августа корабль участвовал в бою у острова Саво. Получив попадание торпеды, «Чикаго» боролся с повреждениями, продолжая вести огонь до потери контакта с противником. Затем ушёл на ремонт в Нумеа, в Сидней и наконец в Сан-Франциско, куда прибыл 13 октября.
В начале января 1943 года «Чикаго» вышел из Сан-Франциско, снова направляясь в район боевых действий. 27 января покинул Нумеа в составе конвоя на Гуадалканал. В ночь на 29 января, когда корабли приближались к острову, начался налет авиации — завязка боя у острова Реннел. В ходе атак два горящих японских самолёта высветили силуэт крейсера, создав хорошую цель для торпедных атак. Два попадания в корабль вызвали обширные затопления и потерю энергетики. К концу атак отличной работой аварийных партий нарастание крена было остановлено. Крейсер «Луисвилл» (CA-29) взял обездвиженный корабль на буксир, утром его сменил буксир-спасатель «Навахо» (AT-64).
Во второй половине дня 29 января 1943 года противник возобновил атаки и, несмотря на большие потери, добился ещё четырёх попаданий торпед, в результате чего крейсер затонул в точке с координатами 11°25′00″ ю. ш. 160°56′00″ в. д..

## Награды
За свою службу во время войны «Чикаго» был награждён тремя боевыми звездами.